# Hermannia glanduligera
Hermannia glanduligera là một loài thực vật có hoa trong họ Cẩm quỳ. Loài này được K.Schum. ex Schinz mô tả khoa học đầu tiên năm 1888.